# Rignano Garganico
Rignano Garganico ist eine italienische Gemeinde (comune) mit 1789 Einwohnern (Stand 31. Dezember 2023) in der Provinz Foggia in Apulien. Die Gemeinde liegt etwa 15 Kilometer nördlich von Foggia am Candelaro im Nationalpark Gargano und gehört auch zur Comunità Montana del Gargano.

## Geschichte
1137 kam es hier zur Schlacht zwischen Roger II. von Sizilien und Graf Rainulf II. von Alife, aus der Rainulf als Sieger hervorging.

## Persönlichkeiten
- Antonio Maria Fanìa (1804–1880), Theologe und Bischof von Potenza und Marsico Nuovo